# Dan Walls
Pour les articles homonymes, voir Walls.
Daniel Frank Walls (13 septembre 1942 - 12 mai 1999) est un physicien néo-zélandais spécialisé en optique quantique.

## Éducation
Walls a obtenu un BSc en physique et mathématiques et un MSc spécialisé en physique à l'Université d'Auckland. Il est ensuite allé à l'Université Harvard en tant que boursier Fulbright, obtenant son doctorat en 1969, avec une thèse intitulée « Topics in Non-Linear Quantum Optics ». Il était supervisé par Roy J. Glauber qui a ensuite reçu un prix Nobel en 2005.

## Carrière et recherche
Après avoir occupé des postes de recherche postdoctorale à Auckland et à Stuttgart, Walls est devenu maître de conférences en physique à l'Université de Waikato en 1972, où il est devenu professeur en 1980. Avec son collègue Crispin Gardiner, au cours des 25 années suivantes, il a établi un important centre de recherche pour l'optique quantique théorique en Nouvelle-Zélande et a établi des collaborations actives et productives avec des groupes du monde entier.
En 1987, il a déménagé à l'Université d'Auckland en tant que professeur de physique théorique.
Ses principaux intérêts de recherche portent sur l'interaction et les similitudes entre la lumière et les atomes. Il se distinguait par sa vaste expertise dans la mise en relation de la théorie à l'expérience et était impliqué dans tous les efforts majeurs pour comprendre la lumière non classique. Un article fondateur  de Walls avec son premier étudiant diplômé Howard Carmichael, a montré comment créer une lumière anti-groupée (en), dans laquelle les photons arrivent à intervalles réguliers, plutôt qu'au hasard.
Walls a été un pionnier dans l'étude des moyens de contrôler la nature particulaire de la lumière (photons) pour rendre les systèmes optiques moins sensibles aux fluctuations indésirables, en particulier par l'utilisation de la lumière comprimée, un concept formulé par Carlton Caves. En lumière comprimée, certaines fluctuations peuvent être rendues très faibles à condition que d'autres fluctuations soient proportionnellement importantes.
Il a apporté des contributions majeures à la théorie de la mesure quantique, telles que celles impliquant l'expérience "quel chemin" d'Albert Einstein et la mesure quantique de non-démolition (en) . Walls a également utilisé une approche théorique simple sur le terrain pour expliquer et corroborer la description de Dirac de l'interférence de photons et en particulier la déclaration de Dirac "qu'un photon n'interfère qu'avec lui-même".
Dans les dernières étapes de sa carrière, il a concentré ses efforts de recherche sur les aspects théoriques de l'état nouvellement créé de la matière, le condensat de Bose-Einstein (BEC). Certaines de ses contributions dans le domaine incluent la prédiction de la signature d'interférence des tourbillons quantifiés, et les effondrements et les réveils des BEC couplés de Josephson.

### Prix et distinctions
Walls a été élu membre de la Royal Society (FRS) en 1992 . Walls a également été élu membre de la Société américaine de physique et de la Société royale de Nouvelle-Zélande (FRSNZ). En 1995, il a reçu le prix Dirac de physique théorique.
Le Dodd-Walls Center for Photonic and Quantum Technologies (en), un centre d'excellence de recherche néo-zélandais basé à l'Université d'Otago, a été nommé  d'après Jack Dodd et Dan Walls en reconnaissance de leur rôle de pionnier dans l'établissement de la Nouvelle-Zélande en tant que société internationalement reconnue en photonique, en optique quantique et dans le domaine des atomes ultrafroids (en).

## Vie privée
Dan Walls avait une sœur. Il a épousé Fari Khoy en 1968 avec qui il a eu un fils, Mark, en 1980. Ce mariage a pris fin en 1986. Sa compagne des années suivantes était Pamela King. Walls est décédé d'un cancer à l'hôpital d'Auckland, à l'âge de 57 ans.